# Кјуза Склафани
Кјуза Склафани (итал. Chiusa Sclafani) је насеље у Италији у округу Палермо, региону Сицилија.
Према процени из 2011. у насељу је живело 2656 становника. Насеље се налази на надморској висини од 625 м.

## Становништво
| 1931. | 1936. | 1951. | 1961. | 1971. | 1981. | 1991. | 2001. | 2011. |
| ----- | ----- | ----- | ----- | ----- | ----- | ----- | ----- | ----- |
| 5.749 | 5.863 | 6.193 | 5.476 | 4.125 | 3.632 | 3.677 | 3.302 | 2.957 |